# Gesikan (Kemiri)
Gesikan is een bestuurslaag in het regentschap Purworejo van de provincie Midden-Java, Indonesië. Gesikan telt 748 inwoners (volkstelling 2010).